# Dai Satō
 (mars 2020).
Si vous disposez d'ouvrages ou d'articles de référence ou si vous connaissez des sites web de qualité traitant du thème abordé ici, merci de compléter l'article en donnant les références utiles à sa vérifiabilité et en les liant à la section « Notes et références ».
Dai Satō (佐藤大, Satō Dai) est un scénariste japonais d'anime né en 1969.

## Œuvres
- 1997 : Eternal Family (OAV) - Coscénariste
- 1998-1999 : Cowboy Bebop (TV) - Scénariste (ep 9,14,23)
- 2002-2003 : Ghost in the Shell: Stand Alone Complex (TV) - Scénariste (ep 9,11,20,21,26)
- 2003 : Wolf's Rain (TV) - Scénariste (ep 7,9,11,14,21,23,26)
- 2004 : Kenran Butoh Sai: The Mars Daybreak (TV) - Scénariste (ep 12,16,21,24)
- 2004-2005 : Ghost in the Shell: S.A.C.  2nd GIG (TV) - Scénariste (ep 3,5,8,9,22)
- 2004-2005 : Samurai champloo (TV) - Scénariste (ep 5,8,9,18,22)
- 2005-2006 : Eureka Seven (TV) - Composition de la série, scénariste (ep 1,2,3,4,9,12,14,22,27,33,38,49,50)
- 2006 : Ergo Proxy (TV) - Composition de la série, scénariste (ep 1,2,3,4,7,8,11,15,19,23)
- 2006-2008 : Freedom Project (OAV) - Composition de la série
- 2007 : Toward the Terra (série télévisée) - Scénariste (ep 12,16,17)
- 2008-2009 : Battle Spirits: Shōnen Toppa Version (série télévisée) - Composition de la série, scénariste (ep 1,2,13,14,26,29,47,48,49,50)
- 2009 : Éden de l'Est  (série télévisée) -  Scénariste (ep 3,8)
- 2012 : Resident Evil: Revelations (Jeu vidéo) - Scénariste
- 2020 : Listeners (TV) - Scénariste
- 2022 : Yurei Deco (TV) - Scénariste